# Ann Hamilton
Pour les articles homonymes, voir Hamilton.
Ann Hamilton, née à Lima (Ohio) en 1956, est une artiste conceptuelle américaine réalisant des performances et des installations ainsi que des sculptures, des estampes et de la photographie. Ayant émergé au début des années 1980, elle est connue pour ses installations multimédia à grande échelle.
Après avoir obtenu un BFA en design textile de l'université du Kansas en 1979, elle a vécu à Banff et à Montréal, avant de décider de poursuivre un MFA en sculpture à Yale en 1983. De 1985 à 1991, elle a enseigné à l'université de Californie à Santa Barbara. Depuis 2001, Hamilton fait partie de la faculté du département d'art de l'université d'État de l'Ohio. Elle a été nommée professeure distinguée de l'université en 2011.

## Biographie
Ann Hamilton naît le 22 juin 1956 à Lima, dans le comté d'Allen, en Ohio, aux États-Unis. Elle grandit dans une famille très unie et est très proche de sa grand-mère : elle se souvient avoir passé beaucoup de temps avec elle, assise sur le canapé, à lire, tricoter et faire de la broderie ensemble.
Après avoir vécu un temps à Banff (Alberta) et à Montréal (Québec) au Canada, elle repart aux États-Unis pour étudier à l'université de St. Lawrence de 1974 à 1976, puis l'université du Kansas, où elle obtient un BFA en design textile en 1979, et enfin l'université Yale, où elle obtient un MFA en sculpture en 1985.
Elle rentre ensuite en Ohio, où elle réside depuis à Columbus avec son mari Michael Mercil, également artiste.

## Œuvre

### Démarche et thématiques
Bien qu'elle ait étudié le design textile tout au long de son cursus universitaire, Hamilton a décidé de se concentrer sur la sculpture plutôt que sur le tissage dans le cadre de ses études supérieures. Elle affirme qu'en prenant cette décision, elle était « intéressée par les relations entre les choses dans l'espace. Et plus important que les choses elles-mêmes, c'est la manière avec laquelle elles entrent en relation. »
Pendant qu'elle était au Canada et qu'elle enseignait à l'université de Santa Barbara, Hamilton a commencé à relier son expérience des textiles à la photographie et à la performance, créant ainsi un dialogue artistique interdisciplinaire dans son œuvre, donnant l'impression de « tisser » souvent différents éléments ensemble dans une image ou qui inclut des textiles comme des chemises repassées ou des uniformes de travail.
Outre son parcours éducatif, son identité personnelle et ses intérêts influencent directement sa création artistique. Elle s'identifie comme une lectrice : d'espace, d'objets, de critique littéraire, de poésie et même de dictionnaires ; ainsi, l'acte de lire, les mots et les livres font souvent leur chemin dans ses installations, vidéos et objets créés.
Son travail explore également les thèmes de l'humanité, du genre et du corps à la souffrance et au pouvoir.
En tant qu'artiste conceptuel travaillant avec la vidéo, le son et l'installation interactive, les éléments du temps, du changement et de la décadence jouent également un rôle dans son travail. Les installations d'Hamilton sont destinées à être vécues avec tous les sens, intégrant souvent des éléments tels que le son et l'odeur qui incitent le spectateur à se connecter et à s'engager dans l'œuvre à un niveau multi-sensoriel. Ses œuvres répondent aussi souvent aux espaces et aux villes dans lesquels elles sont créées, en utilisant des objets qui reflètent l'histoire et l'identité de la culture locales.

### Œuvres notables

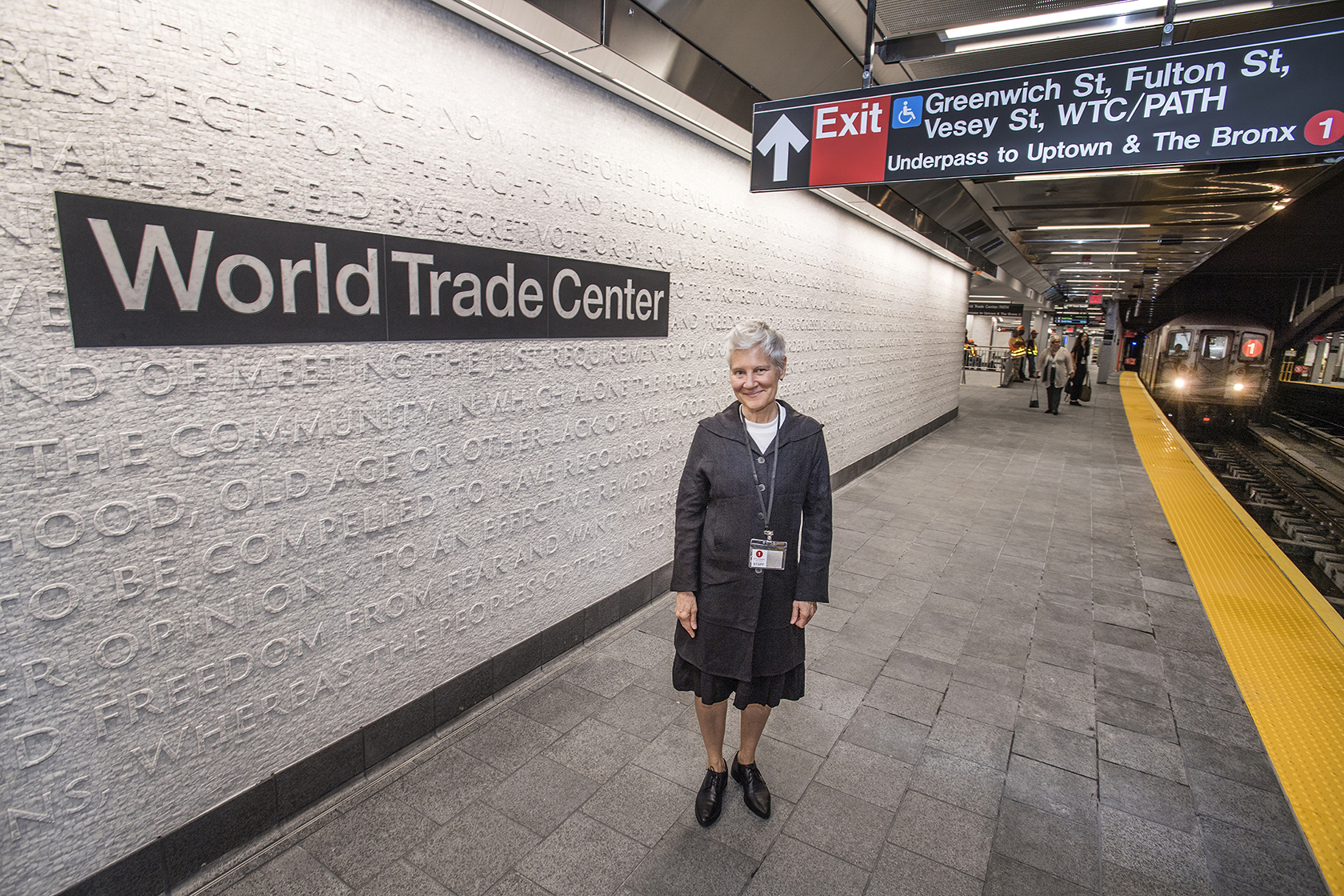
Ann Hamilton devant Chorus, le mur qu'elle a réalisé pour la station de métro WTC Cortlandt.

- suitably positioned, installation, 1984
- body object series, photographie, 1984
- privation and excesses, installation, 1989
- palimpsest, installation, 1989, en collaboration avec Kathryn Clark dans l'exposition collective « Strange Attractors: Signs of Chaos » au New Museum of Contemporary Art de New York
- indigo blue, installation, 1991. Œuvre acquise et exposée au San Francisco Museum of Modern Art en 2007[9]
- tropos, performance à la Dia Art Foundation, 1993
- Allegheny Riverfront Park, installation et land art, 1993-2001, au sein d'un collectif d'artiste au Allegheny Riverfront Park à Pittsburgh
- the picture is still, installation vidéo exposée au Japon en 2001
- human carriage, installation, 2009, dans l'exposition collective « The Third Mind » au musée Solomon R. Guggenheim
- the event of a thread, installation, 2012
- the common S E N S E, dessins avec installation, 2014
- Chorus, installation permanente dans le cadre du projet de reconstruction de la station de métro WTC Cortlandt, détruite lors des attentats du 11 septembre 2001 (voir image ci-contre)
- O N E E V E R Y O N E, photographie, 2018